# Afsplintering

Afsplintering door inslag kan ook optreden zonder dat het projectiel het materiaal geheel doorboort

Afsplintering of spallatie is in het algemeen het verschijnsel dat fragmenten van een materiaal afbreken door inslag van een projectiel of door hoge statische materiaalspanning.
In de kernfysica betekent dit het vrijkomen van een groot aantal neutronen en protonen uit materiaal dat beschoten wordt met een snel elementair deeltje.